# Єтте Мюллер
Єтте Мюллер (нім. Jette Müller, 1 жовтня 2003) — німецька стрибунка у воду. Учасниця Чемпіонату світу з водних видів спорту 2022, де в стрибках з метрового трампліна вона посіла 7-ме місце.   